# Réseau express régional anversois
Le Réseau suburbain anversois (Réseau S) est un réseau ferroviaire, en cours de réalisation, destiné à offrir de nouvelles possibilités de liaisons rapides et à fréquence accrue autour d'Anvers.

## Historique du projet

### Les réseaux suburbains en Belgique
La Région de Bruxelles-Capitale a été la première pour laquelle un réseau de trains suburbains désignés Trains "S", le premier projet date du début des années 1990 et les premiers travaux n’ont finalement démarré qu’en 2005 ; l'offre a été lancée le 13 décembre 2015 après la fin de quelques travaux importants (tunnel Schuman-Josaphat, modernisation de gares, (ré)ouverture de points d'arrêts...).
Le réseau bruxellois compte actuellement 14 lignes. De nombreux travaux restent encore en cours ou inachevés ; ils devraient être terminés au plus tard pour 2031[réf. nécessaire].
À partir du 3 septembre 2018, la SNCB a étendu la notion de réseau S à quatre autres grandes villes belges : Anvers, Charleroi, Gand et Liège, rebaptisant à l'occasion les trains omnibus qui circulaient déjà autour de ces villes. Ce projet va de pair avec les travaux d'infrastructure qui comprennent entre-autres le quadruplement de la ligne 50A entre Gand et Bruges, la réouverture de la ligne 125A aux voyageurs ainsi que des gares de Chaudfontaine, Ougrée, Seraing.

## Matériel roulant

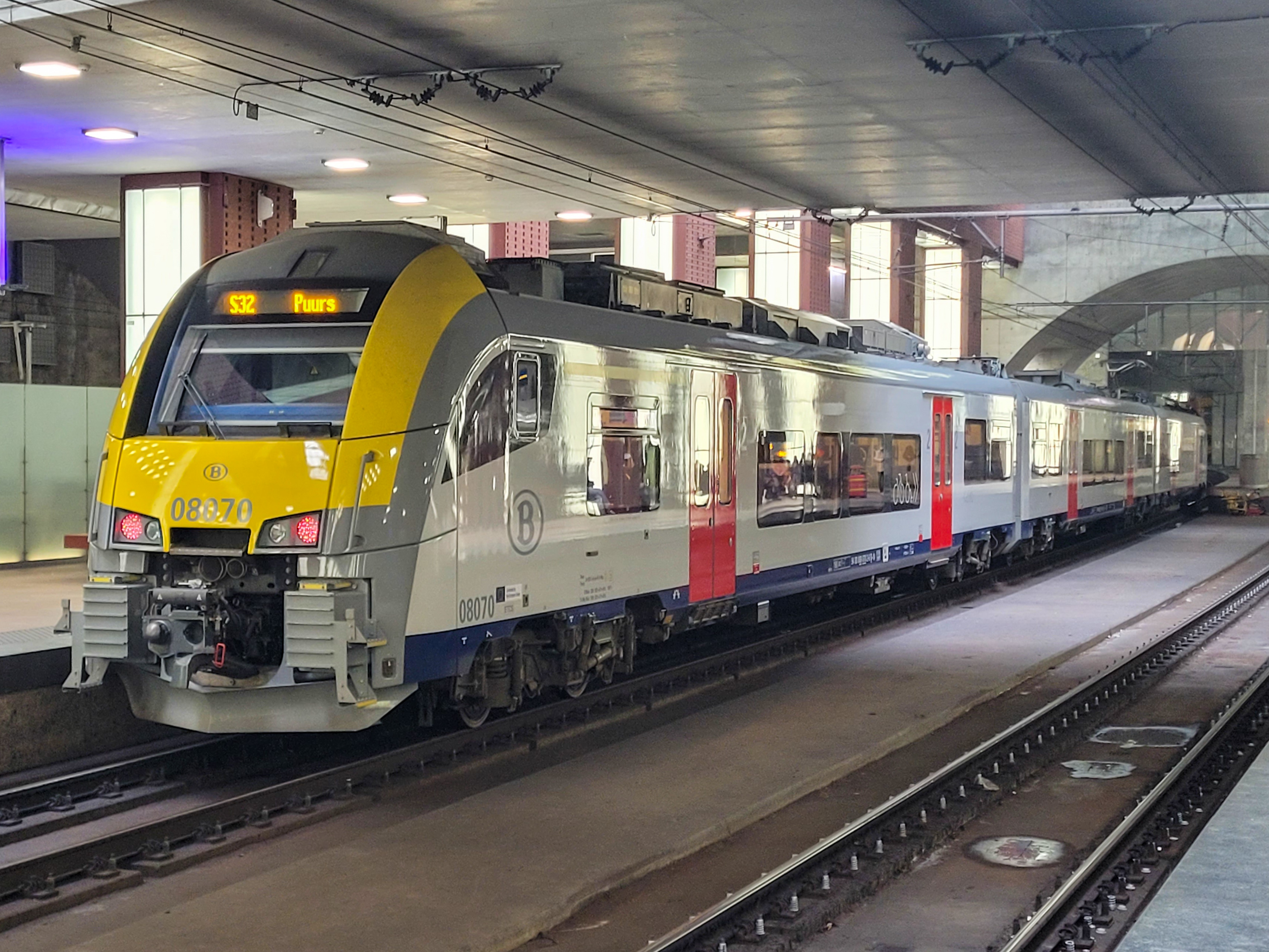
AM08 de la ligne S32 à Anvers-Central.

Les automotrices AM08, matériel le plus moderne, n'effectuent qu'une partie des trains du réseau "S" d'Anvers. Les autres trains sont assurés par des AM75 et AM86.

## Le réseau
Le réseau a été lancé le 3 septembre 2018 et compte initialement 3 lignes.
Ces lignes sont en partie déjà existantes dans l'offre SNCB (lignes de type L). Une nouvelle dénomination vise avant tout à permettre une lecture cohérente du réseau en cours de développement, bien que les trains omnibus Louvain - Anvers via Lier et Aarschot restent catégorisés comme trains L. Les trois lignes du réseau "S" d'Anvers ont ainsi pour dénomination un « S » (ligne suburbaine ou S-Bahn) suivi du numéro de la ligne.

### Plan 2018(3 septembre 2018 - 9 décembre 2018)
Lancement de l'offre,.
- S1 : voir Réseau express régional bruxellois
- S32 : Puers – Ruysbroek-Sauvegarde – Boom – Niel – Schelle – Hemiksem – Hoboken-Polder – Anvers-Sud – Anvers-Berchem – Anvers-Central – Anvers-Luchtbal – Ekeren – (Bourg-Sainte-Marie) – Kapellen – Heide – (Kijkuit) – Kalmthout – (Wildert) – Essen – (Rosendael (NL))
  - 2/h en semaine, 1/h le week-end ; en semaine un train sur deux ne dessert pas les quatre gares indiquées entre parenthèses.
  - Ces trains roulent à puissance réduite de la frontière à Rosendael sous la tension néerlandaise de 1,5 kV, c'est-à-dire la moitié de la belge.
- S33 : Anvers-Central – Anvers-Berchem – Mortsel – Bouchout – Lierre – Kessel – Nijlen – Bouwel – Wolfstee – Herentals – Olen – Geel – Mol
  - 1/h, seulement en semaine
- S34 : Anvers-Central – Anvers-Berchem – Anvers-Sud – Zwijndrecht – Melsele – Beveren-Waes – Nieukerken-Waes – Saint-Nicolas – Belsele – Sinay – Lokeren – (Zele – Termonde)
  - 1/h, seulement en semaine ; limité à Lokeren aux heures creuses

### Plan 2023
La ligne S35 est créée par renommage d'une desserte semi-cadencée en trains P reliant Noorderkempen et Anvers-Central. Deux autres trains sans arrêt à Anvers-Luchtbal conservent leur catégorie de trains P.
| Ligne | Ligne | Itinéraire | Nombre d'arrêts | Tracé | Fréquence                                     | Fréquence                                                                                  |
| Ligne | Ligne | Itinéraire | Nombre d'arrêts | Tracé | Semaine                                       | Week-end                                                                                   |
| ----- | ----- | --- | --------------- | ----- | --------------------------------------------- | ------------------------------------------------------------------------------------------ |
|       | S1    | Anvers-Central – Malines – Bruxelles – Nivelles Fait partie du Réseau suburbain de Bruxelles                                                       | 31              |       | 30′                                           | Samedi: 30′ Dimanche: 60′ Anvers-Central – Bruxelles-Midi et 60′ Bruxelles-Nord – Nivelles |
|       | S32   | Puurs – Anvers-Sud – Anvers-Berchem – Anvers-Central – Anvers-Luchtbal – Essen – Roosendaal (NL)                                                   | 21              |       | 30′ Puurs – Essen 60′ Essen – Roosendaal (NL) | 60′                                                                                        |
|       | S33   | Anvers-Central – Anvers-Berchem – Mortsel – Lier – Herentals – Mol                                                                                 | 13              |       | 60′                                           | -                                                                                          |
|       | S34   | Anvers-Central – Anvers-Berchem – Anvers-Sud – Saint-Nicolas – Lokeren (– Termonde)                                                                | 11              |       | 60′                                           |                                                                                            |
|       | S35   | Anvers-Central – Anvers-Luchtbal – Noorderkempen                                                                                                   | 3               |       | 60′ de 6 à 8h et de 16 à 18h uniquement       | -                                                                                          |
|       | S53   | Anvers-Central – Anvers-Berchem – Anvers-Sud – Saint-Nicolas – Lokeren – Gand-Dampoort – Gand-Saint-Pierre Fait partie du réseau suburbain de Gand | 16              |       | Ne circule qu'autour de Gand                  | 60′                                                                                        |

### Plan 2025(àpd 15 décembre 2024)
| Relation | Trajet                                                                                            | Série | Matériel               | Matériel | Remarques                                     |
| Relation | Trajet                                                                                            | Série | Semaine                | Week-end | Remarques                                     |
| -------- | ------------------------------------------------------------------------------------------------- | ----- | ---------------------- | -------- | --------------------------------------------- |
|          | Anvers-Central - Malines - Bruxelles-Midi - Nivelles Fait partie du Réseau suburbain de Bruxelles |       |                        |          |                                               |
|          |                                                                                                   |       |                        |          |                                               |
|          | Anvers-Central - Lierre - Herentals - Mol                                                         | 29xx  | AM08, (AM86) et (AM75) | NC       | Ne circule pas le week-end.                   |
|          | Anvers-Berchem - Saint-Nicolas - Lokeren - Termonde                                               | 14xx  |                        |          | Le week-end, prolongé jusqu'à Anvers-Central. |
| S35      | Noorderkempen - Anvers-Central                                                                    | 67xx  | M6                     | NC       | Ne circule pas le week-end.                   |